# Cửa khẩu Kutai
Cửa khẩu Kutai hay Cửa khẩu Ku Tai là cửa khẩu đường bộ ở vùng đất Ban Kutai muang Sa Mouay tỉnh Salavan, CHDCND Lào .
Cửa khẩu Kutai (Cô Tài) thông thương với Cửa khẩu Hồng Vân 16°18′30″B 107°05′43″Đ / 16,308244°B 107,095147°Đ ở vùng đất xã Hồng Vân huyện A Lưới thành phố Huế, Việt Nam .
Cặp cửa khẩu Kutai - Hồng Vân được giới chức hai nước khai trương ngày 18/06/2007 . Năm 2019 cửa khẩu chưa cho phép người nước ngoài qua lại .